# Synidotea pulchra
Synidotea pulchra är en kräftdjursart som beskrevs av Yakov Avadievich Birstein 1963. Synidotea pulchra ingår i släktet Synidotea och familjen tånglöss. Inga underarter finns listade i Catalogue of Life.